# Cantón de Salles-Curan
El cantón de Salles-Curan era una división administrativa francesa, que estaba situada en el departamento de Aveyron y la región de Mediodía-Pirineos.

## Composición
El cantón estaba formado por cuatro comunas:
- Alrance
- Curan
- Salles-Curan
- Villefranche-de-Panat

## Supresión del cantón de Salles-Curan
En aplicación del Decreto nº 2014-205 de 21 de febrero de 2014, el cantón de Salles-Curan fue suprimido el 22 de marzo de 2015 y sus 4 comunas pasaron a formar parte del nuevo cantón de Raspes y Lèvezou.